# کازواکی هایاشی
کازواکی هایاشی (انگلیسی: Kazuaki Hayashi؛ زادهٔ ۲۹ ژوئیهٔ ۱۹۷۶) بازیکن فوتبال اهل ژاپن است.